# Stara Rzeka (osada w województwie kujawsko-pomorskim)
Stara Rzeka – osada w Polsce, położona w województwie kujawsko-pomorskim, w powiecie świeckim, w gminie Osie.
Wieś położona jest nad rzeką Wdą, na obszarze Wdeckiego Parku Krajobrazowego.
W latach 1975–1998 miejscowość położona była w województwie bydgoskim.